# Uecker

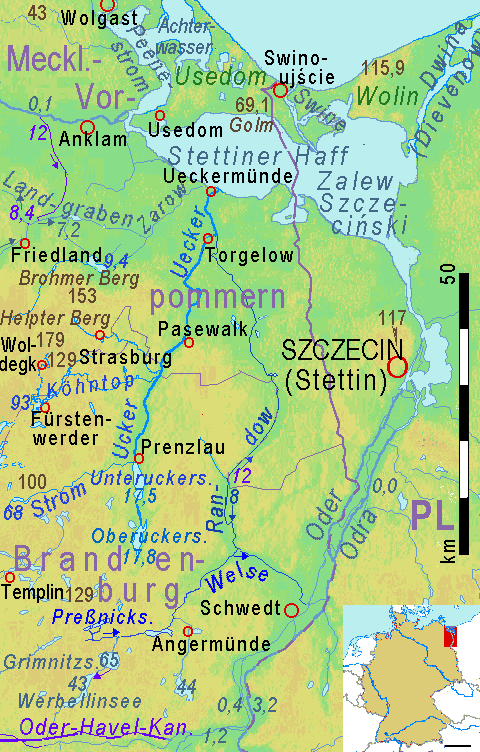
Älvar Ucker/Uecker, Randow och Welse

Uecker eller Ucker är en 93 kilometer lång å, som rinner igenom de tyska förbundsländerna Brandenburg och Mecklenburg-Vorpommern. Ån har ett avrinningsområde på 2401 km².

## Sträckning
Ueckerkällan är belägen vid orten Alt Temmen, Brandenburg i landskapet Uckermark. Uecker rinner i nordlig riktning och flyter genom sjöarna Oberuckersee (svenska:Övre Uckersjön) och Unteruckersee (svenska:Nedre Uckersjön). Efter hälften av åns hela längd flyter den in i förbundslandet Mecklenburg-Vorpommern och rinner genom städerna Pasewalk, Torgelow och Eggesin. Norr om staden Ueckermünde mynnar ån ut i Stettiner Haff.